# Малкольм Лінкольн

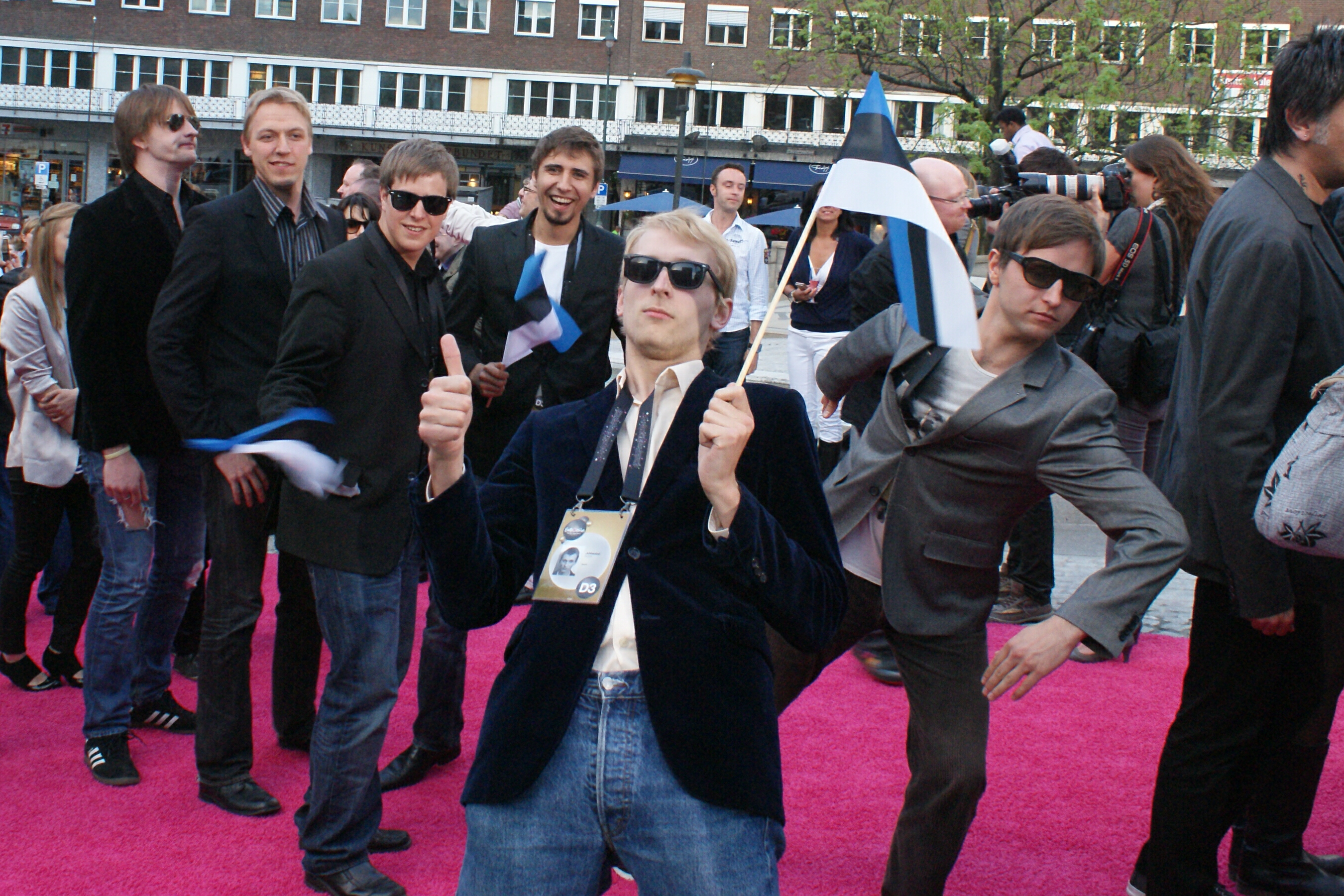
Malcolm Lincoln в Осло, 2010 рік

Малкольм Лінкольн (англ. Malcolm Lincoln) — естонський дует, утворений Робіном Юхенталем і Мадісом Кубу в жовтні 2009 року.
Представляв Естонію на пісенному конкурсі Євробачення 2010 в Осло із піснею «Siren», але не пройшли відбір з півфіналу.

## Альбоми
- Loaded With Zoul (2010)